# هبوط ناعم

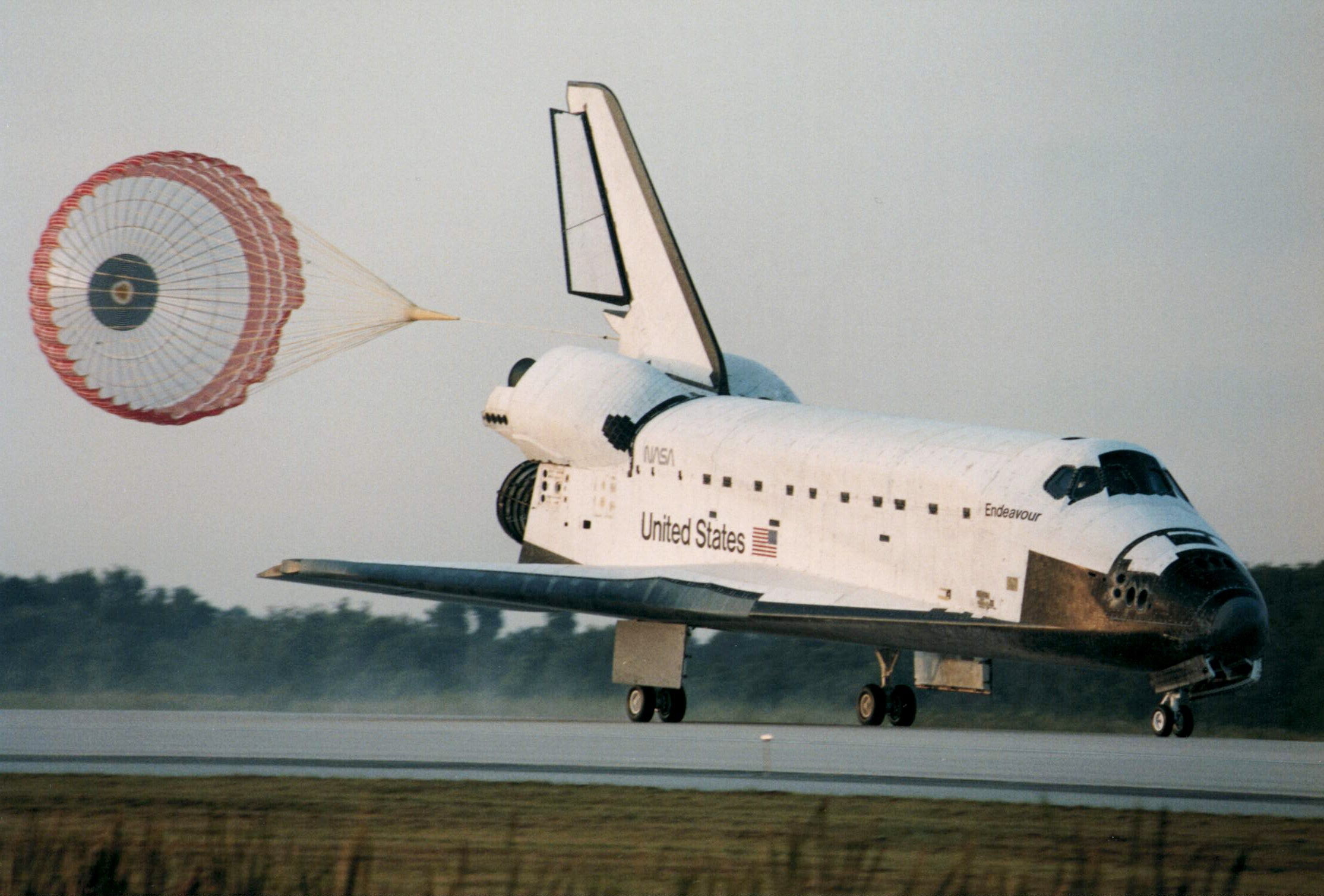
أثناء الهبوط الناعم

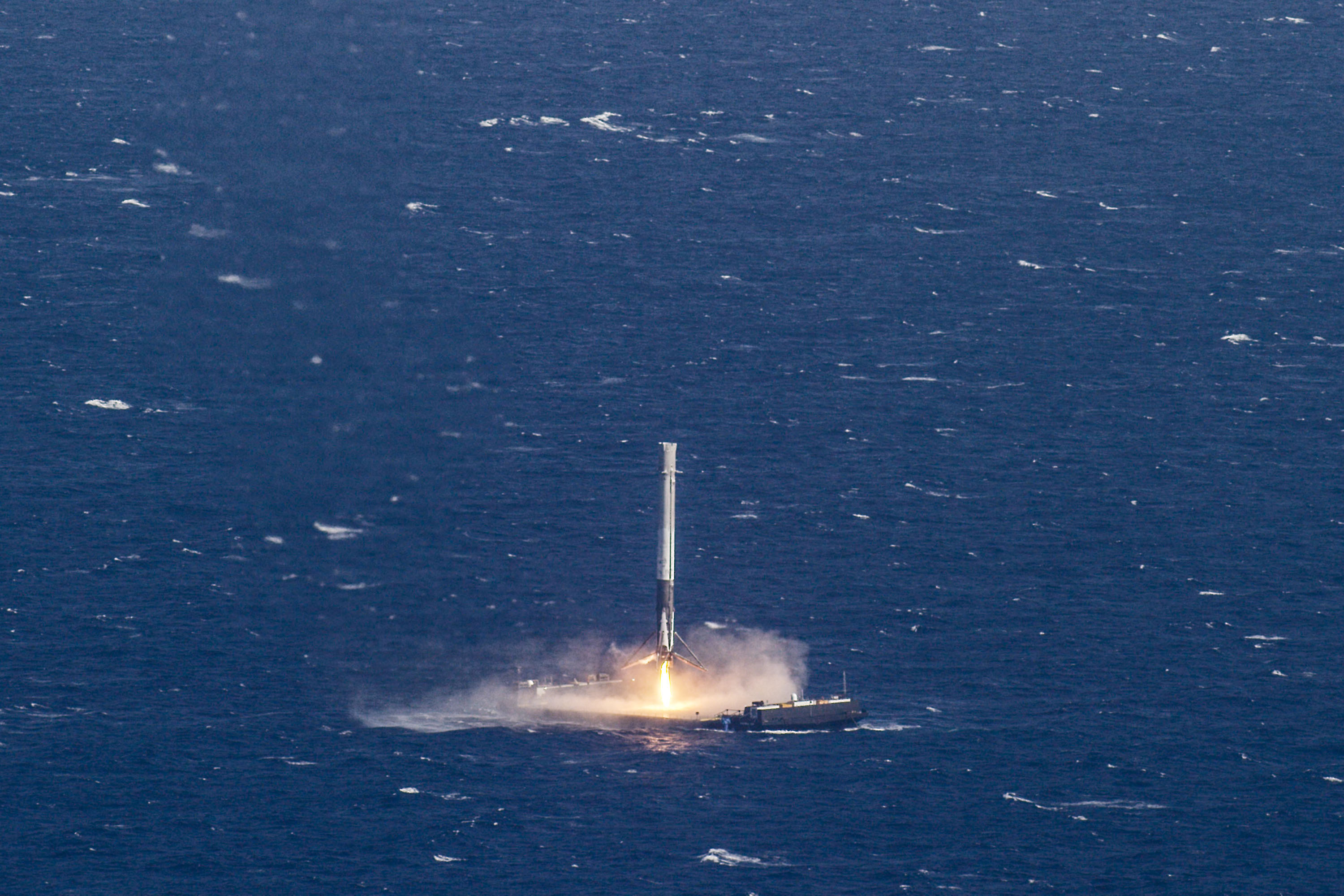
المرحلة الأولى من سبيس إكس فالكون 9 تهبط على طائرة بدون طيار

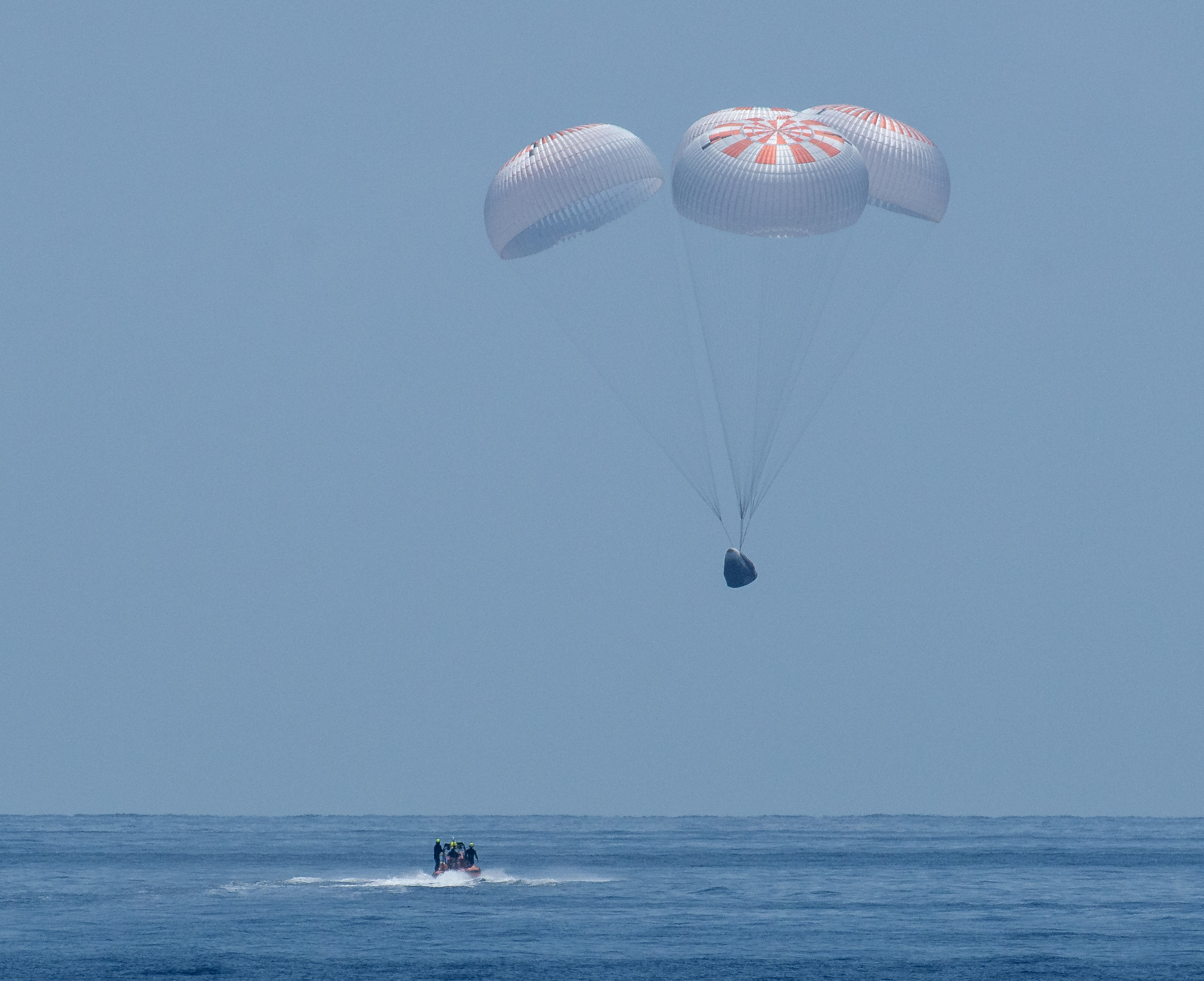
هبوط كبسولة طاقم سبيس إكس دراغون

الهبوط الناعم (soft landing) هو أي نوع من هبوط الطائرات أو الصواريخ أو المركبات الفضائية الذي لا ينتج عنه ضرر أو تدمير كبير للمركبة أو حمولتها، على عكس الهبوط القاسي. يجب أن يكون متوسط السرعة الرأسية في الهبوط الناعم حوالي 2 متر (6.6 قدم) في الثانية أو أقل.
يمكن تحقيق هبوط ناعم عن طريق
- المظلة - غالبًا ما تتحول إلى الماء.
- قوة الصواريخ العمودية باستخدام صاروخ كابح، غالبًا ما يشار إليها باسم VTVL (الهبوط العمودي الذي يشار إليه باسم إقلاع وهبوط عمودي (VTOL)، عادة ما يكون لهبوط الطائرة في موقف مستوٍ، بدلاً من الصواريخ) - تم تحقيقها أولاً على مسار شبه مداري بواسطة (Bell Rocket Belt) وعلى مسار مداري بواسطة سيرفيور 1.
- هبوط أفقي، تهبط معظم الطائرات وبعض المركبات الفضائية، مثل مكوك الفضاء، بهذه الطريقة.
- الوقوع في الجو، كما هو الحال مع أقمار التجسس الصناعي لـ كورونا، ثم يتبعه شكل آخر من أشكال الهبوط.
- تقليل سرعة الهبوط من خلال الاصطدام بسطح الجسم، وهو ما يُعرف باسم الكبح الصخري.